# Joseph Bosworth
Joseph Bosworth est un linguiste et religieux britannique né en 1787 ou 1788 à Etwall et mort le 27 mai 1876 à Oxford. Il est célèbre pour le rôle important qu'il a joué dans l'étude du vieil anglais et de la littérature vieil-anglaise.

## Biographie

### Origines et études
Joseph Bosworth est baptisé à Etwall, dans le Derbyshire, le 1er juin 1788. Il étudie à la grammar school de Repton, puis à l'université d'Aberdeen, avant d'entrer au Trinity College de l'université de Cambridge. Ordonné prêtre en 1815, il devient vicaire de Little Horwood, dans le Buckinghamshire. Durant son séjour à Little Horwood, il publie ses premiers ouvrages sur le latin et le vieil anglais.

### Carrière
Bosworth s'installe aux Pays-Bas en 1829 comme chapelain. C'est là qu'il rédige son œuvre majeure, An Anglo-Saxon Dictionary, dictionnaire de vieil anglais qui connaît de nombreuses rééditions. Révisé par Thomas Northcote Toller (en) en 1898, il est longtemps resté un ouvrage de référence.
Rentré en Angleterre en 1840, il devient vicaire de Waithe, dans le Lincolnshire, puis recteur de Water Stratford, dans le Buckinghamshire, en 1857. Il est nommé professeur Rawlinson de vieil anglais (en) à l'université d'Oxford l'année suivante, poste qu'il conserve jusqu'à sa mort en 1876, à l'âge de quatre-vingt-huit ans. Il n'a aucun enfant de ses deux mariages.

### Postérité
Bosworth lègue 10 000 livres à l'université de Cambridge pour la fondation d'une chaire de vieil anglais. Elle est créée en 1878 sous le nom « Elrington and Bosworth (en) », en référence au donateur et à sa première femme, Anne Margaret Elrington. La chaire de vieil anglais à Oxford est rebaptisée « Rawlinson and Bosworth » en son honneur en 1916.

## Publications
- 1821 : Latin Construing, or, Lessons from Classical Authors
- 1821 : An Introduction to Latin Construing
- 1823 : Elements of Anglo-Saxon Grammar
- 1826 : A Compendious Grammar of the Primitive English or Anglo-Saxon Language
- 1836 : The Origin of the Dutch, with a Sketch of their Language and Literature
- 1838 : An Anglo-Saxon Dictionary
- 1839 : Scandinavian Literature
- 1848 : A Compendious Dictionary of Anglo-Saxon